# Antarcticaetos bubeccata
Antarcticaetos bubeccata är en mossdjursart som först beskrevs av Rogick 1955.  Antarcticaetos bubeccata ingår i släktet Antarcticaetos och familjen Romancheinidae. Inga underarter finns listade i Catalogue of Life.